# 陳歸女
陳歸女（362年—390年），東晉孝武帝司馬曜的宠妃，晋安帝和晋恭帝的母亲。松滋郡潯陽（今江西九江）人，陳廣的女兒。
陳歸女原為教坊歌女，颇有美色，善于弹唱，後應召入宮，得到孝武帝寵幸，封淑媛，以美色歌舞艷冠後宮，其父親亦因此做了平昌太守。她为孝武帝生了两个儿子，382年生皇子司馬德宗，386年又生司馬德文。
当时，孝武帝有心立陈归女为皇后。但东晋王朝门阀观念极强，凡事都讲究出身。孝武欲立娼家之女为皇后，遭到文武大臣的强烈反对，390年陈归女病死，時年29歲，孝武帝追贈她為夫人。
後來司馬德宗即位為安帝，追尊皇太后，諡號安德皇太后。

## 延伸阅读
[在维基数据编辑]
 《晉書/卷032》，出自房玄齡《晉書》